# Tanaelva

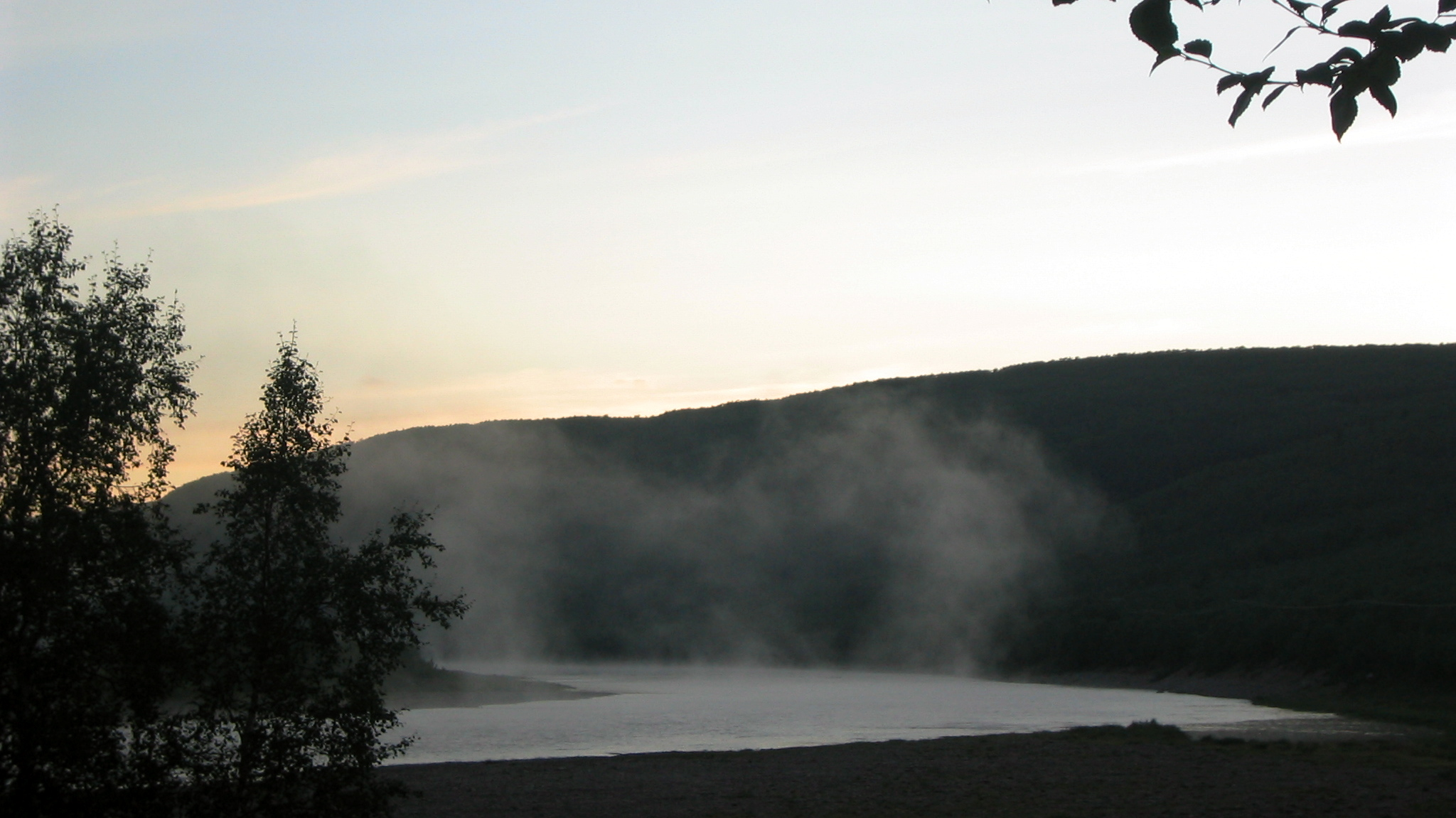
Een zomernacht aan de Tana

De Tanaelva (in het Noors ook: Tana, Fins: Tenojoki, of Teno) is een 330 kilometer lange rivier in de provincie Finnmark, in het uiterste noorden van Noorwegen en in de provincie Lapland in Finland. De rivier vormt gedurende 256 kilometer de Fins-Noorse grens, tussen de Finse gemeente Utsjoki en Karasjok en Tana in Noorwegen. Het is de op twee na grootste rivier in Noorwegen. De Tana staat bekend als de beste zalmrivier in Noorwegen. De 195 meter lange brug over de Tana werd gebouwd in 1948. Er zijn grensovergangen te Polmak en over de Samelands brug in de buurt van Utsjoki. De Tana mondt uit in de Tanafjord.
- Gemeinsame Normdatei: 4319276-2
- Virtual International Authority File: 245798325